# Eduard Múdrik
Eduard Nikolayevich Mudrik (en ruso: Эдуард Николаевич Мудрик; Starobilsk, 18 de julio de 1939-Moscú, 27 de marzo de 2017) fue un futbolista ruso y soviético de origen judío. Desarrolló toda su carrera deportiva en el FC Dinamo Moscú y fue internacional por la Unión Soviética, con quien fue subcampeón de la Eurocopa 1964.

## Palmarés
- Soviet Top Liga: 
  - Campeón: 1959, 1963.
- Eurocopa:
  - Subcampeón: 1964